# دونالد كوكرين
دونالد كوكرين (بالإنجليزية: Donald Cochrane)‏ هو اقتصادي أسترالي، ولد في 27 مايو 1917 في Malvern East, Victoria ‏ في أستراليا، وتوفي في 1983 في ريتشموند ‏ في أستراليا.